# Pistes de la rivière Rouge

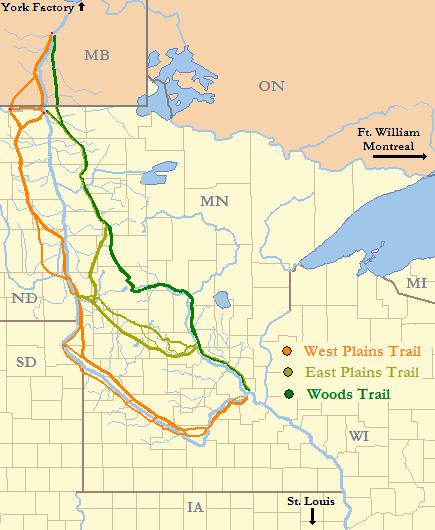
Plusieurs pistes partent de la Traverse des Sioux sur la rivière Minnesota.

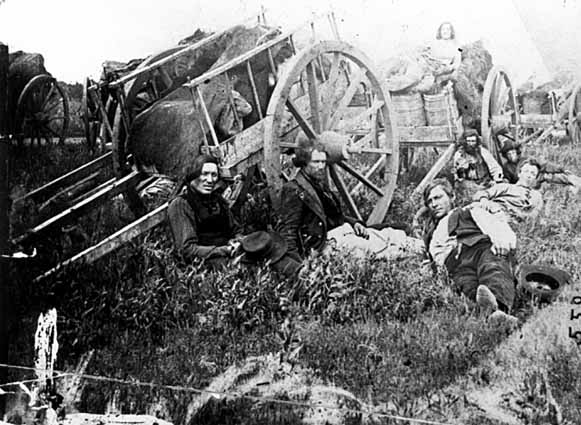
Métis et charrettes de la rivière Rouge faisant halte.

Les pistes de la rivière Rouge sont un réseau de pistes utilisées par les charrettes de la rivière Rouge reliant Fort Garry dans la colonie de la rivière Rouge au Haut-Mississippi. Ses pistes commerciales sont situées dans la province canadienne du Manitoba et dans les États américains du Dakota du Nord et du Minnesota. Elles cheminent sur les anciennes pistes ancestrales utilisées par les Nations amérindiennes depuis des siècles. Elles partent depuis la rivière Minnesota depuis le gué de la Traverse des Sioux.
Les pistes ont commencé à être utilisées dans les années 1820, avec un pic d'utilisation allant des années 1840 jusqu'au début des années 1870, où le chemin de fer les a remplacées. Elles étaient le mode de transport le plus efficace pour connecter la colonie isolée de la rivière Rouge au reste du monde. Elles ont aussi fourni aux colons ainsi qu'au Métis un autre marché pour leurs fourrures et l'achat de biens que celui du monopole de la Compagnie de la Baie d'Hudson.
Les marchands indépendants de la Compagnie de la Baie d'Hudson ont développé un important réseau de commerce avec les États-Unis, faisant de Saint Paul le principal poste de traite de la jeune colonie. Le commerce entre Saint Paul et Fort Garry a stimulé le commerce, permis la colonisation du Minnesota et du Dakota du Nord et accéléré l’établissement de l'Amérique du Nord britannique dans l'ouest en contournant le Bouclier canadien.